# Psila melanocera
Psila melanocera är en tvåvingeart som beskrevs av Shatalkin 1983. Psila melanocera ingår i släktet Psila och familjen rotflugor. Inga underarter finns listade i Catalogue of Life.